# Kanton Mâcon-Nord
Kanton Mâcon-Nord (francouzsky Canton de Mâcon-Nord) je francouzský kanton v departementu Saône-et-Loire v regionu Burgundsko. Tvoří ho 14 obcí.

## Obce kantonu
- Berzé-la-Ville
- Charbonnières
- Chevagny-les-Chevrières
- Hurigny
- Igé
- Laizé
- Mâcon (severní část)
- Milly-Lamartine
- La Roche-Vineuse
- Saint-Martin-Belle-Roche
- Sancé
- Senozan
- Sologny
- Verzé